# Hradište
Hradište es un municipio del distrito de Poltár en la región de Banská Bystrica, Eslovaquia, con una población estimada a final del año 2024 de 226 habitantes.
Se encuentra ubicado en el centro de la región, cerca del río Ipoly —un afluente izquierdo del Danubio— y de la frontera con Hungría.

## Demografía
| Año        | 1994 | 2004    | 2014     | 2024    |
| ---------- | ---- | ------- | -------- | ------- |
| Población  | 306  | 290     | 245      | 226     |
| Diferencia |      | −5,22 % | −15,51 % | −7,75 % |

| Año        | 2023 | 2024    |
| ---------- | ---- | ------- |
| Población  | 224  | 226     |
| Diferencia |      | +0,89 % |